# Walther Hug Preis
Der «Walther Hug Preis»  ist ein von der «Professor Walther Hug Stiftung zur Förderung der rechtswissenschaftlichen Forschung»  ausgerichteter Wissenschaftspreis, der an Schweizer Forscher, die sich durch rechtswissenschaftliche Leistungen besonders hervorgetan haben, verliehen wird.
Der St. Galler Rechtswissenschafter Walther Hug errichtete noch zu Lebzeiten eine nach ihm benannte Stiftung und vermachte dieser nach seinem Tode fast sein ganzes Vermögen.
Gemäss den Statuten der Stiftung kommen als Preisträger Personen in Betracht, welche die schweizerische Nationalität besitzen und an in- oder ausländischen Universitäten oder an anderen Hochschulen oder Forschungsinstituten wirken oder frei forschend tätig sind. Ausgenommen sind die im Zeitpunkt der Errichtung der Stiftung (1978) an schweizerischen Universitäten und Hochschulen amtierenden Professoren.
Ein aus fünf durch den Stiftungsrat gewählte Professoren, die aus fünf schweizerischen Universitäten stammen und die verschiedenen Fachrichtungen repräsentieren, bestehendes Preisgericht evaluiert die Kandidaten. Zugesprochen wird der mit mindestens 20'000 Franken dotierte Preis dann durch den Stiftungsrat.
Nicht zu verwechseln ist der «(grosse) Walther Hug Preis» mit dem von der gleichen Stiftung jährlich für mehrere rechtswissenschaftliche Dissertationen verliehenen «Professor Walther Hug Preis».

## Preisträger
Der Wirkungsort bezieht sich jeweils auf den Verleihungszeitpunkt.
- 1980: Alfred Maurer, Professor für Sozialversicherungsrecht an der Universität Bern
- 1981: Robert Pfund, Direktor der eidgenössischen Steuerverwaltung
- 1984: André Grisel, Bundesrichter und Bundesgerichtspräsident
- 1987: Alfred Koller, Universität Freiburg
- 1988: Gérard Piquerez, Lehrbeauftragter der Universität Bern und Kantonsrichter im Kanton Jura
- 1989: Arthur Haefliger, Prof., Bundesrichter und Bundesgerichtspräsident
- 1993: Denise Bindschedler-Robert, Honorarprofessorin an der Universität Genf und Präsidentin des internationalen Instituts für Menschenrechte
- 1996: Pierre Widmer, Leiter des Instituts für Rechtsvergleichung Lausanne
- 1998: Franz Werro, Professor für Privatrecht an der Universität Fribourg, und Thomas Koller, Professor für Privat- und Sozialversicherungsrecht an der Universität Bern
- 1999: Niklaus Schmid, Professor für Strafrecht und Kriminologie an der Universität Zürich
- 2001: Ivo Schwander, Professor für Privatrecht und Internationales Privatrecht an der Universität St. Gallen
- 2003: Andreas Auer, Leiter des Centre d'étude et de documentation sur la démocratie directe an der Universität Genf
- 2007: Peter Locher, emeritierter Professor für Steuerrecht an der Universität Bern
- 2010: Georg Müller, emeritierter Ordinarius für Staats- und Verwaltungsrecht und Gesetzgebungslehre an der Universität Zürich
- 2013: Andreas Bucher, Professor für internationales Privatrecht, Universität Genf
- 2016: Claire Huguenin, Professorin für Privat-, Wirtschafts- und Europarecht, Universität Zürich
- 2019: Ursula Cassani, Professorin für Strafrecht an der Universität Genf
- 2022: Olivier Guillod, emeritierter Professor und Ehrendirektor des Instituts für Gesundheitsrecht an der Universität Neuchâtel